# Hormisa nubilifascia
Hormisa nubilifascia är en fjärilsart som beskrevs av Augustus Radcliffe Grote 1873. Hormisa nubilifascia ingår i släktet Hormisa och familjen nattflyn. Inga underarter finns listade i Catalogue of Life.